# 정풍운동
정풍운동(중국어 간체자: 整风运动, 정체자: 整風運動, 병음: Zhěngfēng yùndòng)은  1940년대 중국공산당이 근거지였던 옌안에서 벌였던 정치 문화운동으로서 3년간 지속되었다. 이 운동의 모토는 잘못된 3개의 풍조를 바로잡는다는 것으로, "주관주의", "종파주의", "형식주의(八股)"를 바로잡는다는 것이었다. 실제로 이 운동은 쭌이 회의에서 확립된 마오쩌둥의 지도력을 더욱 공고히하고,  마오의 사상을 간부와 당원들에게 철저히 학습시키고, 이미 마오와의 권력투쟁에서 패한 소련식 교조주의자나, 장궈타오 추종자들을 다시 한 번 비판하여 마오의 사상이 중국공산당의 지도이념으로 확립되도록 하였다.

## 발단
마오쩌둥은 1942년 2월 중국공산당 중앙당교(中央黨校)의 개학식에서 정풍운동의 개시를 선포하였다. 중앙당교의 교장이었던 덩파는 이에 호응하여 운동을 전개하였으나 그 방침이 마오의 의도와는 달랐기 때문에 마오쩌둥이 직접 교장을 맡고 펑전이 감독을 맡아 교내의 정풍운동을  추진하였다. 이해 5월 펑과 류샤오치, 캉셩은 학습위원회를 구성하여 팔로군 병사들과 당원들의 학습을 지도하였다. 캉셩은 조직 단위에서 정풍운동을 책임질 간부를 선발하여 그 조직의 정풍운동을 감독하도록 하였다.

## 정풍운동의 내용
각 기관은 정풍운동을 위해 소조를 구성하고 중앙에서 지시한 22개 문건을 학습하였다. 이것들은 당의 공식문건과 개인의 저작물이 포함되어 있었고, 그중 마오쩌둥의 저작이 6편으로 가장 많았다. 외국의 문건, 특히 레닌이나 스탈린의 저작도 포함되어있었으나, 이것들은 사실상 마오에 저작에 비해 차순위로 밀렸다.
이러한 문건들의 내용은 주로 간부와 당원의 이상적 준범을 마련하기 위한 것이었다. 구체적으로는 당의 이익을 중요시하고 상급기관의 지도에 복종하며 당파행위와 개인주의, 자유주의를 배격하고, 마르크스-레닌주의의 이론과 실천을 중요시하고 군중의 관점과 윗선의 지시를 따르며 고난을 참고 향락을 배격하는 것 등이었다. 이런 것들은 각 당원의 자아비판에 사용되는 준범이 되었다.
마오쩌둥은 1942년 2월 1일 중앙당교의 개학을 기념하는 연설에서 잔존하는 좋지 못한 작풍을 척결하라고 정풍운동의 시작을 알렸다. 즉 주관주의라는 잘못된 학풍, 종파주의라는 잘못된 당풍, 그리고 당팔고라는 형식주의의 문풍은 반드시 정돈되어야 한다고 주장한 것이다. 여기서 주관주의는 마르크스-레닌주의에 반하는 당 내의 그릇된 학풍을 지칭한다.
- 주관주의

마르크스-레닌주의의 학풍이란 무엇인가? 마오의 1942년의 “당의 작풍을 개혁하자”라는 연설에서 마오는 마르크스·엥겔스·레닌·스탈린이 실제에 근거해 창조해 낸 이론이 마르크스-레닌주의이며 그러한 이론들은 역사적 실제와 혁명적 실제 속에서 도출된 전반적인 결론이라고 주장했다. 현실 상황에 근거해 창조된 이론이며, 여기서 그치지 않고 실제 상황에서의 검증을 통해 그 실효가 증명된 이론이라는 점이다. 이러한 이론들은 곧 현실과 유리될 수 없으며 그 실효성이 이미 입증되었기 때문에 현실 상황의 개선에 반드시 도움을 주어야 한다는 것으로 이러한 주장은 마오의 “이론이란 무엇인가”라는 물음과 곧 일맥상통한다. 마오가 주장하는 이론은 곧 ‘실제문제의 일반화’ 개념으로써 객관적 사실에서 추론되어 객관적으로 검증된 것을 의미한다. 이러한 이론과 실제의 결합이 마르크스-레닌주의의 기본원칙 가운데 하나이며 누구나 실제를 인식한 뒤에 그 사실을 이론화해야 하며, 이러한 이론은 다시 실제적인 검증을 거쳐야 한다는 주장이다.
주관주의에는 교조적 주관주의와 경험적 주관주의가 있다. 마오가 주장하던 교조적 주관주의는 당시 당 내의 소련 유학파 당원들을 겨냥한 것으로, 그들이 소련에서 정통 마르크스-레닌주의를 배웠으나 중국의 실정을 제대로 파악하지 못하고 있음을 지적한 것이다. 마오는 1942년 “당의 작풍을 개혁하자”라는 연설에서 “우리가 그들의 저작을 읽기만 하고 공산당원으로서 중국 문제를 외면하고 단지 마르크스주의 서적에 있는 개개의 결론이나 개개의 원리를 암송하는 일밖에 할 수 없다면, 실제에서의 우리의 성과는 정말로 아주 보잘것없을 것이다”라는 발언에서 알아볼 수 있다. 마르크스-레닌주의를 암기하고 이해하는 것에서 그치지 않고 그러한 입장과 방법에 맞추어 중국 역사 속에서 발행하는 실제문제들을 올바르게 해석하는 당원들이 필요하다는 점이다. 이러한 마오의 주장은 “탁상공론”에서만 그치고 실제 상황과 유리된 이론을 주장하는 소련 유학파 엘리트들을 경계한 발언으로 당시 소련에서 정통 마르크스-레닌주의를 학습하고 온 당원들은 이른 바 “유학파 엘리트”들로서 이들이 마르크스-레닌주의의 이론에는 정통했지만 당시 중국 실정을 제대로 파악하지 못하는 점을 비판한 것으로, 아무리 마르크스와 레닌의 저작을 읽고 그들의 이론을 외워도, 중국의 실정에 맞게 그것을 적용시켜 독자적인 이론을 만들어내지 못하면 아무런 소용이 없다 점을 역설했다. 이는 당시 당 내의 존재하던 소련 유학파들이 중국의 정치 경제 사회적 상황은 전혀 고려하지 않은 채 그들 저작의 이론적 해석에만 치우쳤다는 점을 지적한 것으로 그들의 이론은 공허하고 목표가 없는 것이며, 마르크스의 관점에서 중국의 문제점을 분석할 수 없는 아무 소용이 없다는 점이다. 그러므로 모택동은 그들을 대상으로 한 학풍의 정돈이 필요하며, 교조주의를 척결하고 새로운 마르크스•레닌주의의 개념을 정립시켜야 한다고 주장했다.
마오는 “이론이 무엇인가”에 관해 자신의 견해를 피력한다. 마오가 주장하는 이론은 ‘실제 문제의 일반화’이다. 그 이론은 객관적 사실에서 추론되어 객관적으로 검증된 것을 의미하는 것이며, 곧 이론과 실제의 결합이 마르크스•레닌주의의 기본원칙 가운데 하나라는 것이다. 실제를 인식한 뒤에 그 사실을 과학적으로 분류 및 분석하고 그것을 경험을 통해 검증해야 한다는 점이다. 또한 진정한 “이론가”는 마르크스•레닌주의의 관점•입장•수단을 통해서 중국의 혁명과 역사의 실제를 해석할 수 있으며, 중국의 다양한 정치, 경제, 군사, 문화문제를 과학적으로 설명하고, 이론적으로 증명할 수 있어야 한다고 하였다. 즉, 이론은 이론으로 그치는 것이 아니라, 현실에의 적용을 통해 그 실효성을 검증 받아야 하며, 끝내는 중국 혁명에 실질적인 도움이 되어야 한다는 것이다.
즉, 마오는 마르크스- 레닌주의에 대한 학습의 중요성을 강조하면서도 실제와 이론의 결합을 통해서 그 내용을 중국 혁명에 응용하도록 지적하였으며, 그 방법은 바로 마르크스-레닌주의의 계급 관점에서 중국의 역사 문제를 학습하는 것이다. 결론적으로 마오는 주관주의를 극복하기 위해서는 책속의 지식은 실천을 통해 검증되어야만, 교조주의적 과오를 범하지 않을 수 있다고 주장했다.
- 종파주의

종파주의가 중국 공산당의 정치상•조직상 중요한 문제로 대두되는 이유는 당 간부들 가운데 “독자성”을 주장하는 당원들이 점점 늘어나고 있기 때문이며, 여기에서 독자성이란 개인의 및 명예와 지위, 각광 추구하는 부르주아적 작풍을 의미한다. 당 전체가 아니라 자신이 제일이라는 엘리트주의에 몰입되어 있고, 당 조직에 불복종하는 등 당내의 중요한 위협요소로 발전하였다는 주장으로 이는 당시 당 간부들의 명령 및 강령에 불복종하고, 자신의 지위를 이용해 부와 권력을 추구하던 당 간부들을 비판해서 겨냥한 것이다. 마오는 종파주의를 당 내의 종파주의와 당 외의 종파주의 두 가지로 구분한다.당 내 종파주의는 개인 제일주의에 빠져 당의 동지들에 대한 배타성을 조성하여 당의 통일과 단결을 저해하는 것이다. 자신이 맡은 분야의 업무와 자신의 이익에 빠져 더 커다란 이익, 즉 당의 성공과 중국 전체의 이익을 보지 못한다는 점이다. 또한 자신의 교조만을 주장하면서 남과의 타협을 배제하여 자신의 신조만 얽매이는 협소한 사고방식을 갖고 있는 것이다.당시 공산당이 중국 내 현실에서 국민당에 비해 세력의 수도 적고, 영향력이 미미했을 때 당 내 단결마저 되지 않는다면 이는 곧 공산당 세력 성장에 치명타였기 때문에 단결은 매우 중요시되는 가치였다.뿐만 아니라 당 외 종파주의는 당원이 비당원을 멸시하는 풍조로 발전한 것으로, 중국공산당이 모든 대중의 이익과 견해를 집약한다는 대중정당으로서의 노선과는 상충되어, 당 내외에 모순구조를 유발한 과오이기도 하였다. 즉 당원이 대중들을 영도하는 공산당원의 하나라는 사실에 지나치게 우월감을 갖고 자부심을 가진 나머지 비당원들을 멸시하는 풍조로 빠졌으며, 이는 곧 엘리트주의로 이어졌다는 점이다. 마오는 이에 민주집중제라는 해결책을 제시한다. 당 내부적으로는 이데올로기적으로 당의 전략과 노선을 마르크스주의에 모든 당원들이 충실히 해야 하며, 조직적으로는 당을 ‘민주집중제’의 원칙 아래 두어야 한다는 점이다. 민주집중제란 민주집중제는 프롤레타리아 독재를 전제로 마르크스-레닌주의 정당이 채택하는 조직 원칙에서 민주주의와 중앙 집권제의 원칙을 일부 혼합한 제도이다. 초기 내용은 블라디미르 레닌이 최초로 완성했으며, 각 공산주의 국가에서 지도자에 따라 그 실행 방법과 내용이 달라졌다. 공산주의나, 사회주의 국가에서 민주집중제는 특정 이념 틀 안에서 민주적으로 정책을 결정하되, 결정된 정책에 반대하는 소수의 의견은 무시되는 다수결의 원칙을 따른다. 이러한 방식을 통해 당은 전체 인민들의 뜻을 대표하게 될 뿐만이 아니라, 당 내에서 민주적으로 정해진 사항에 대해 모든 당원들이 따름으로써 안팎으로 단결을 더욱 더 공고히 할 수 있다는 주장이다.
- 당팔고주의

문학의 정돈 운동은 “당팔고”에 반대하는 것이다. “당팔고”라는 것은 명•청 시대 과거 시험에 응시과목이었던 여덟 부분으로 나누어진 전통적인 문장 형식으로,불필요한 엄격한 형식을 중요시하는 현학적인 표현 방법이다. 마오가 2월 8일에 ‘당팔고에 반대하자’라는 내용의 연설문에서 앞서 말한 주관주의와 종파주의 표현양식이었다고 지적하는 당팔고주의는. 이러한 당팔고는 많은 양의 작풍으로 혁명의 내용과 구절을 오염시켰으며, 혁명의 문제를 해결.분석하는 서술에 방해가 되었던 것이다.지나치게 어렵고 체면만 중요시하며, 실속이 없는 형식은 당의 목소리를 제대로 대변하지 못한다는 것이다.
1.	공허한 말로 지면을 채우지만, 실제적인 말은 하나도 없다. (空话连篇，言之无物)
2.	껍데기만 요란히 허장성세로 사람들을 위협한다. (装腔作势，籍一吓人)
3.	대성은 생각지 않으며, 표적없이 활을 쏘는 것과 같다.(无的放失，不看对象)
4.	빈민굴에 사는 거지와 같이 아무 의미 없는 언어를 말한다.(语言无味，像个瘪三)
5.	갑.을.병.정의 순서나 한약상자의 이름과 같은 표제로 문장이 시작된다.(甲乙丙丁, 开中药铺)
6.	그것을 접하는 사람들은 해치면서 그에 대해 책임지지 않는다. (不负责任， 到处害人)
7.	당 전체에 해독을 끼쳐 혁명을 방해한다. (流毒全党，妨害革命)
8.	그것이 전파되어 국가에 화를 주고 인민에게 재앙을 준다. (傳播出去，祸国殃民)
당팔고는 5•4문학에 대한 반동이었습니다. 5•4시기에 당팔고에 대한 배척이 일어낙 과거의 팔고문은 없어졌으나, 중국 공산당 내의 부르주아적 잔재들은 형식적이고 시대착오적인 방법으로 과거의 팔고문을 부활했다고 마오는 주장합니다. 이러한 당팔고는 많은 양의 작풍으로 혁명의 내용과 구성을 오염시켰을 뿐만 아니라, 혁명의 문제를 서술하고 분석하는데 방해가 된다는 것이다.

## 자아비판과 치병구인(治病救人)
이렇게 학습한 행위준범에 근거하여 각 정풍운동 단위에서는 당원과 간부들의 자기와 타인의 검토를 실시하도록 하였다. 정풍에 참여한 모두는 자신의 모든 내력, 배경과 행동, 심지어는 마음의 생각까지 자세하고 성실하게 적어서 제출하도록 요구받았다. 이후에 정풍운동의 각 단위에서는 이 제출자료에 기인하여 서로비판하고, 각 동지의 결점을 지적하여 교정해주도록 하였다. 그리하여 질병을 진단해 치료해주듯이, 동지의 벗어난 궤도를 찾아서 이를 교정, 다시 바른 노선으로 갈 수 있도록 돕는다는 뜻이었다. 이렇게 마르크스 레닌주의는 내용상으로는 새로운 것이었지만, 정풍운동에서는 이를 중국전통의 도덕주의와 결합하고 있었다.

## 적색테러와 반동분자의 숙청
정풍운동의 후기에는 트로츠키주의자와 국민당 첩자와 같은 반동분자 색출운동과 결합하여 각 당원에 대해 더욱 엄격한 사찰과 자기검토가 실시되었다. 이를 적색테러라고 하며, 특히 보안조직을 맡고 있던 캉셩에 의해 무차별적인 스파이 색출과 처형이 이루어졌다. 실제로 이런 숙청작업 중에서  적지 않은 수가 무고한 인물이었기 때문에 누명을 쓰고 처형된 이들이 후에 복권된 사람들이 많았다. 조선인 독립운동가인 김산도 그중 한명이었다.
이러한 숙청작업은 지나친 면이 없지 않았으나, 장시 소비에트시절의 숙청작업에 비해서는 비교적 덜 유혈적인 것이었다.
이러한 작업으로 당원의 행동과 사상을 "바로잡고", 간부의 단결과 당에대한 복종심을 강화할 수 있었다.

## 왕스메이 격하운동과 문화예술의 통제
정풍운동이 시작되었어도, 모두들 적극적으로 서로 비판하는 것은 의도만큼 쉽지 않았다. 그리하여 당의 상층은 "언자무죄(言者無罪)"라는 슬로건을 내걸고 당원들에게 당에 대해서도 거리낌없이 적극 비판하라고 권유하였다.그리하여 사람들은 벽에 대자보를 붙이는 방식을 사용하여 비판활동을 벌이게 되었다.
그러나 후에 왕스웨이의 문인 등은 한발 더 나아가, 당의 중앙 고위층을 비판하였고, 많은 문인들이 옌안의 어두운 면을 풍자하거나 꼬집는 작품을 발표하였다.
이런 활동은 당 고위층의 심기를 건드려 반격을 부르게 되었다. 마오쩌둥은 왕스웨이에게 "자아비판을 먼저하고, 다른사람을 비판하라"고 지시하였다. 왕스웨이가 이것을 받아들이지 않자, 마오는 왕을 비판하고, 최후에는 왕을 "트로츠키파"로 규정하고 체포하여 감옥에 감금하였다.
왕스웨이에 대한 단죄와 동시에, 마오쩌둥은 다음과 같이 문예창작에 대한 통제를 더욱 강화하는 방침을 발표하였다.
문화예술은 혁명의 도구의 구성요소가 되어야 하며, 인민을 단결시키고 교육하며, 반동을 타도하고 소멸시키는 유력한 무기이어야 하고, 인민을 반동세력과 투쟁하게 하는데 도와야한다.— 마오쩌둥, 《옌안 문예좌담회에서 있었던 강화(중국어 정체자: 在延安文藝座談會上的講話)》

## 고급간부내에서의 정풍
1942년 이후 마오쩌둥은 고위간부들에 대한 정풍을 단행하였다. 1943년 3월 정치국 확대회의에서 권력핵심부를 다시 구성하고, 마오쩌둥에 의한 공산당의 일원화 영도방침을 확립하였다. 이어 1943년 9월 정치국 회의에서 마오쩌둥은 1928년이래의 중국 공산당 당사에 대한 재검토를 지시하여 교조주의적으로 당을 운영한 28인의 볼셰비키의 대표적인 왕밍과 같은 인물들이 대중의 압력하에서 자신의 과오를 인정하게 하였고 후에 저우언라이, 천이, 펑더화이 등도 자신의 과오를 자아비판하였다.
이렇게 마오의 잠재적 경쟁자들이 자신의 과오를 인정하고 자아비판을 하는 와중에서 마오쩌둥의 사상과 마오의 지도력이 당내에서 확립되었다. 마오는 "지난 잘못은 다시 묻지 않는다"는 원칙을 표시하였고, 자신의 과오를 인정하고 자아비판을 한 이들도 다시 공산당의 권력핵심으로 진입하였다.

## 같이 보기
- 반우파 운동
- 문화대혁명